# Fábián Mihály
Fábián Mihály (Miskolc, 1980. március 5.–) magyar nemzetközi labdarúgó-játékvezető, jelenleg Ausztráliában él és ott a profi játékvezetők oktatásával foglalkozik.

## Pályafutása

### Nemzeti játékvezetés
A játékvezetői vizsgát 1994-ben Miskolcon tette le. Sportszakmai tevékenységét a Borsod-Abaúj-Zemplén megyei Labdarúgó-szövetség által üzemeltetett bajnokságokban kezdte. Az MLSZ JB minősítése alapján 2002-ben NB II-es, 2004-től NB I-es bíró. Küldési gyakorlat szerint rendszeres 4. bírói, illetve alapvonalbírói szolgálatot is végzett. A nemzeti játékvezetéstől lábsérülése miatt 2015-ben visszavonult. NB I-es mérkőzéseinek száma: 196, ebből mérkőzésvezetőként 156.
| Időpont              | Helyszín                         | Mérkőzés típusa          | Mérkőzés                          | Eredmény |
| -------------------- | -------------------------------- | ------------------------ | --------------------------------- | -------- |
| 2002. augusztus 31.  | Kórház utcai stadion, Békéscsaba | első NB I-es mérkőzése   | Békéscsaba 1912 Előre–Videoton FC | 0 – 2    |
| 2015. szeptember 26. | Kórház utcai stadion, Békéscsaba | utolsó NB I-es mérkőzése | Békéscsaba 1912 Előre–Videoton FC | 2 – 0    |

### Nemzetközi játékvezetés
A Magyar Labdarúgó-szövetség Játékvezető Bizottsága (JB) terjesztette fel nemzetközi játékvezetőnek, a Nemzetközi Labdarúgó-szövetség (FIFA) 2007-től tartotta nyilván bírói keretében. A FIFA JB központi nyelvei közül a angolt beszéli. A 2008-as FIFA JB listán a legfiatalabb nemzetközi játékvezető. Több nemzetek közötti válogatott, valamint Intertotó-kupa, UEFA-kupa, Európa-liga klubmérkőzést vezetett, vagy működő társának 4. bíróként segített. Az UEFA JB félévente sorolja osztályokba a nemzetközi játékvezetőket. 2009-től 3. kategóriás, 2011-től 2. kategóriás bíró. A magyar nemzetközi játékvezetők rangsorában, a világbajnokság-Európa-bajnokság sorrendjében többedmagával a 21. helyet foglalja el 1 találkozó szolgálatával. A  nemzetközi játékvezetésről lábsérülés miatt 2015-ben visszavonult. Nemzetközi küldéseinek száma: 115. Válogatott mérkőzéseinek száma: 4.
| Időpont          | Helyszín                        | Mérkőzés típusa          | Mérkőzés                         | Partbírók                   | Eredmény | Nézők száma |
| ---------------- | ------------------------------- | ------------------------ | -------------------------------- | --------------------------- | -------- | ----------- |
| 2008. július 17. | Marcel Saupin Stadion, Chișinău | első UEFA-kupa mérkőzése | FC Dacia Chișinău–FK Borac Čačak | Varga Zsolt/Viszokai László | 1 – 1    |             |

#### Labdarúgó-világbajnokság
A 2014-es labdarúgó-világbajnokságon a FIFA JB játékvezetőként alkalmazta. Selejtező mérkőzést az UEFA zónában vezetett.
| Időpont         | Helyszín            | Mérkőzés típusa           | Mérkőzés               | Eredmény | Nézők száma |
| --------------- | ------------------- | ------------------------- | ---------------------- | -------- | ----------- |
| 2013. június 7. | Bakcell Arena, Baku | előselejtező (F. csoport) | Azerbajdzsán–Luxemburg | 1 – 1    | 9258        |

## Sportvezetőként
A Borsod-Abaúj-Zemplén megyei Labdarúgó-szövetség (LSZ) elnökségének tagja. Az egyik UEFA JB továbbképzésen, szakmai felkészültsége mellett kiváló angol tudásának köszönhetően csoportos foglalkozást tartására is felkérték a szervezők.
2018. tavaszától az Ausztrál profi játékvezetők oktatásáért és képzéséért felel.